# Angels & Ghosts
Angels & Ghosts es el quinto álbum de estudio del dúo de producción británico Soulsavers, y el segundo en colaboración con el vocalista Dave Gahan de Depeche Mode. Fue publicado el 23 de octubre de 2015 a través del sello discográfico Columbia. La fotografía en la carátula fue tomada por la hija de Gahan, Stella Rose.
Luego de su completar su participación en The Light the Dead See (2012), Gahan expresaba que la composición para nuevo material surgió de inmediato, pero se mantuvo en pausa debido a sus compromisos con Depeche Mode por Delta Machine y su posterior gira global.

## Lista de canciones
Todas las canciones escritas y compuestas por Dave Gahan y Soulsavers. 
| N.º   | Título                    | Duración |  |
| 1.    | «Shine»                   | 3:40     |  |
| 2.    | «You Owe Me»              | 4:22     |  |
| 3.    | «Tempted»                 | 4:19     |  |
| 4.    | «All of This and Nothing» | 4:17     |  |
| 5.    | «One Thing»               | 4:40     |  |
| 6.    | «Don't Cry»               | 4:43     |  |
| 7.    | «Lately»                  | 4:32     |  |
| 8.    | «The Last Time»           | 3:57     |  |
| 9.    | «My Sun»                  | 3:59     |  |
| 38:29 |                           |          |  |

## Posicionamiento en listas
| Listas (2015)                       | Mejor posición |
| ----------------------------------- | -------------- |
| Alemania (Offizielle Top 100)       | 5              |
| Bélgica (Ultratop Flandes)          | 31             |
| Bélgica (Ultratop Wallonia)         | 9              |
| Escocia (Scottish Albums)           | 30             |
| España (Top 100 Álbumes)            | 46             |
| Estados Unidos (Heatseekers Albums) | 2              |
| Países Bajos (Album Top 100)        | 60             |
| Reino Unido (UK Albums)             | 27             |
| Suecia (Sverigetopplistan)          | 54             |
| Suiza (Schweizer Hitparade)         | 5              |